# Justus Jonas

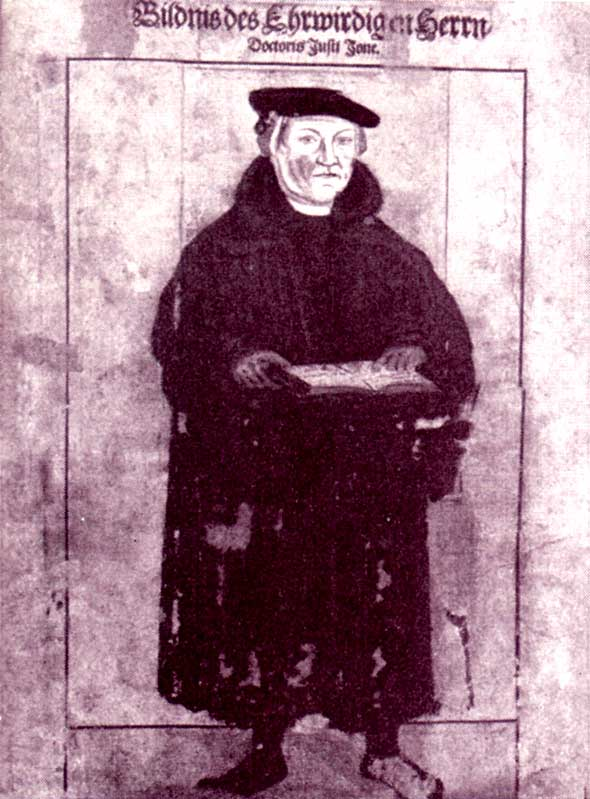
Justus Jonas

Justus Jonas den äldre, född 5 juni 1493, död 9 oktober 1555, var en tysk teolog.
Justus Jonas var en av Luthers medhjälpare i reformationsverket, verksam i Erfurt, Halle, Wittenberg, Eisfeld och andra platser. Han var Luthers följeslagare i Worms och den som höll liktalet över honom. Gentemot Philipp Melanchthon företrädde Justus Jonas en strikt "luterdom". Jonas har bland annat översatt skrifter av Luther och Melanchton från latin till tyska samt Augsburgska bekännelsens apologi. Jonas brevväxling utgavs 1884-85.